# 韩国纹身
韩国的纹身有着悠久而充满争议的历史。在韩国纹身并不违法，但是韩国法律只允许有执照的医生，而不是没有医学学位的纹身师开设纹身店。韩国只有军队禁止纹身，人们只有在服兵役后才可以纹身。尤其是在老一辈的韩国人中，对纹身和拥有纹身的人的态度往往是消极的。

## 历史
历史文献表明，纹身是在三韩的马韩、辰韩和弁韩部落联盟中进行的。这种纹身主要是作为一种魔法符咒或护身符，被该国南部的渔民和潜水员用来保护免受海怪的伤害。纹身的意义在高丽王朝（918 年至 1392 年）期间发生了变化，并进入了朝鲜王朝（1392 年至 1910 年）。犯了罪的人会在他们的皮肤上刻上描述其违法行为的纹身，并将其刻在别人可以看到的暴露部位。
在朝鲜王朝时期，另一种类型的纹身习俗称为 yeonbi (연비; 联臂)，与惩罚纹身一起出现。 “这种做法...是两个（或更多）人之间的爱或奉献的承诺”。 这种类型的纹身是一种忠诚的象征，通过在一个人的身上标记所爱之人的名字来显示。尽管这些纹身很受欢迎，但这些纹身是非法的，如果暴露了，纹身所有者将受到法律的惩罚。
进入20世纪，韩国的纹身成为帮派的习惯，因此形成了两者的关联。这是在日本对朝鲜的殖民统治期间（1910-1945 年）对日本黑帮文化的模仿，这进一步加剧了人们对韩国儒家文化中已经存在的纹身的厌恶。

## 转变文化规范
有纹身的年轻人和有纹身的人的数量正在增加。正如1983年的一项研究表明，72.6% 的人回答说他们没有见过有纹身的人。2007年，67%的居民表示他们看过纹身。在2014年，人们觉得他们最终对纹身的看法与过去形成了明显的对比，他们预计纹身的时间会有所不同，纹身的人数会增加。
釜山的研究表明，83.1% 的人在考虑 munsin (문신) 一词时将纹身与暴力和惩罚性行为联系起来。 相反，当纹身（타투）这个词被认为与时尚、潮流或美丽有关时，它更多地被认为是时尚。虽然纹身在当代韩国文化中变得越来越流行，特别是在新一代文化中特别流行，但法律法规阻碍了其向主流的发展。

## 纹身合法化的争议
韩国卫生部和福利部认为纹身行为类似于医疗程序，因此它们认为纹身只应该由具有医疗执照的专业人员进行。 2015年12月，新的职业被推进，包括纹身师的职业。立法机构表示，更新有关纹身的法律至关重要。他们安排了一个关于不同国家的案例、症状和纹身合法化的探索。
纹身艺术家建议有必要将纹身合法化，以改变纹身者的非法形象，用法律保护纹身师和企业家的注册。世界各地对纹身的认识正在发生变化;尽管如此纹身在韩国仍然是违法的。纹身师伊尔达(iIda)说:“我不能为我的店挂招牌，因为这是违法的，因此有必要制定有关纹身的法律。”
“虽然纹身限制法目前仍在审理中，但韩国纹身艺术家被迫借助于社交媒体和其他互联网平台来推广他们的业务，因为在街上公开展示他们的商店和广告风险太大。 在过去的十年里，韩国纹身艺术家已经能够通过社交媒体逐渐建立和发展自己的纹身文化，创造出自己独特的纹身风格，建立纹身社区。” 韩国政府估计约有2万名纹身艺术家在首尔的非法纹身店经营。

## 半永久纹身
随着职业女性的数量急剧增加，新的美容技术出现了。半永久化妆为世界各地的女性提供了便利和高效，还提供了自信和放松的感觉。事实上，许多社会商业网站正在提供各种激励措施，例如提供优惠券以增加其受欢迎程度。
半永久化妆是一种将纹身颜料涂抹在真皮层上并持续一定时间的美容技术。与永久性纹身相比，由于安全性和耐用性，它是许多人喜欢的一项的美容技术。
根据韩国机构2016年的数据，根据CISS（消费者伤害监测系统）的报告，半永久性纹身的问题副作用在过去三年中有77例。农业部对25种纹身墨水进行了测试以确定其毒性量；12 种产品因镉含量超过可接受水平而被宣布为不当和危险产品。六种产品的铅（一种已知的神经毒素）含量超过可接受水平的5.5倍。这是一种已知的神经毒素，如果人们长时间接触这些成分，锌、铜和镍是可能导致特应性皮炎的成分。